# لويس قاي
لويس قاي هو سياسي كندي، ولد في 27 يونيو 1768، وتوفي في 17 فبراير 1850.